# Ecsedi János
Ecsedi János, Etsedi (Érkeserű, 1776 – ?, 1813. augusztus) református gimnáziumi tanár.

## Élete
Érkeserűi (Bihar megye) származású, Etsedi János lelkész és Ákossy Julianna fia. Debrecenben tanult és 1791 áprilisában lépett a felső osztályba (subscribált). 1798-tól köztanító, 1801-től főiskolai senior volt. Ezután külföldre ment, majd 1803-ban Komáromban választották meg tanárnak, ahol Katona Mihály református lelkész-tanárt váltotta a katedrán, ő ajánlotta a gimnázium számára Ecsedit. Még 1811-ben is ugyanitt működött. 1812-13-ban Kömlődön teljesített szolgálatot.

## Munkái
- Halotti beszéd Darányi Krisztina asszonynak Domonkos Mihály élete párjának sirja felett 1805. márcz. 30. Komárom. (Farkas János ev. ref. lelkész prédikácziójával együtt.)
- Halotti beszéd, melyet néhai tek. ns. Darányi Julianna ifjú-asszony Sárközy Zsigmond élete párjának hideg tetemei fölött tartott 1807. jan. 6. Uo.
- Halotti beszéd, melyet néhai... Pázmándy Johanna ifjú-asszonynak... Karácson Dániel úr igen szeretett élete párjának hideg tetemei felett tartott... szept. 22. 1807. Uo.
- Halotti beszéd, melyet néhai ns. nemzetes Szarka János tetemei felett tartott aug. 11. 1811. Uo. (Tóth János prédikácziójával együtt.)